# 山口常成
山口 常成（やまぐち つねしげ）は、安土桃山時代の武将。伊達氏の家臣。支倉常長の父。

## 出自
支倉氏は初め伊藤と称し姓は平氏。「伊達世臣家譜」によれば、その祖先は高望王から代々続き、伊勢国国司に任ぜられて伊藤庄に住んだ伊藤常久を祖とする。常久は平清盛に仕え、常州西方目代を任ぜられていた。ところが、源頼朝の軍に敗れ流浪し山林に隠れて住んでいたところ、文治元年（1185年）に伊達氏祖の念西に仕官が許され、常陸国筑波郡中村に居住したという。文治5年（1189年）奥州の藤原泰衡を討つため、源頼朝の討伐軍に参陣。信夫郡に至って佐藤基治を討ったとき、常久は先陣を務め、大いに戦功をあげたという。その恩賞として、信夫郡山口邑（福島県福島市山口）、伊達郡梁川邑（福島県伊達市梁川町）、柴田郡支倉邑（宮城県柴田郡川崎町支倉）を賜ったという。
父の常正は、伊達稙宗・晴宗二代に仕え、1,200石を保ち柴田郡支倉邑の支倉城に居住していた。この頃の文書には支倉殿と記載されていることから、支倉を称していたと考えられる。常正の次男の時正と三男の常成は、信夫郡山口邑の山口城で育ち山口姓を称していた。ところが、長男の常豊が早死したため次男の時正が支倉家を相続するようになって支倉時正（通称・紀伊）と称したという。

## 略歴
支倉常正の三男として誕生。永禄11年（1568年）1月、米沢城主・伊達輝宗の御近習役（50石）を命ぜられ、出羽国置賜郡長井荘立石邑（山形県米沢市立石）に移住する。元亀2年（1571年）次男・常長が生まれる。まもなくして、支倉家宗家を相続した兄・時正に子供が出来なかったため、常長を時正の養子に出すことになる。しかし、数年後に後妻を娶った時正に二人の子供が生まれたため、伊達政宗の命によって600石で分家となり、支倉常長と称したという。
伊達輝宗・政宗に仕え、兄・時正と同じく武勇に優れ、多くの戦陣に参加し軍功を上げたという。天正7年（1579年）兄・時正が鍋丸事件（砂金氏との領地争い）を起こす。天正19年（1591年）、豊臣秀吉の奥州仕置により、黒川郡大森邑に所替となり、移住する。文禄元年（1592年）父・常正と共に葛西大崎一揆の御成敗代官に任ぜられ派遣される。文禄2年（1593年）子・常長は、文禄の役に鉄砲隊長として出陣する。文禄3年（1594年）数度、相馬軍との合戦に出陣する。
慶長4年（1599年）罪あって、閉門となる。一説には、鍋丸事件の責任を問われたという。慶長5年（1600年）に死罪を命ぜられ、この年、自刃したという説がある。